# Csenki Attila
Csenki Attila (Kiskunfélegyháza, 1978. május 10. –) magyar humorista.

## Pályafutása
Tanulmányait a kiskunfélegyházai Móra Ferenc Gimnáziumban, majd a Szegedi Tudományegyetem Természettudományi karán végezte. Eredeti végzettsége szerint terület- és településfejlesztő geográfus. A Magyar Rádió 5. Humorfesztiváljának döntőse, a Godot Dumaszínház és a Showder Klub c. műsor egyik állandó fellépője.

## Külső hivatkozások
- Csenki Attila a Facebookon